# Alecuș
Alecuș – wieś w Rumunii, w okręgu Alba, w gminie Șona. W 2011 roku liczyła 112 mieszkańców.